# Tosno
Tosno (en russe : Тосно) est une ville de l'oblast de Léningrad, en Russie, et le centre administratif du raïon de Tosno. Sa population s'élevait à 39 209 habitants en 2013.

## Géographie
Tosno est arrosée par la rivière Tosna et se trouve à 53 km au sud-est de Saint-Pétersbourg.

## Histoire
La première mention de Tosno remonte à l'année 1500. Son nom est également cité comme l'une des premières étapes du Voyage de Pétersbourg à Moscou (1790).
La localité s'est développée aux XVIIIe et XIXe siècles grâce à sa situation sur la route puis sur la voie ferrée reliant Saint-Pétersbourg à Moscou. Tosno accède au statut de commune urbaine en 1935. Pendant la Seconde Guerre mondiale, elle est occupée par l'Allemagne nazie du 29 août 1941 au 26 janvier 1944 et détruite. Elle est reconstruite après la guerre. Elle a le statut de ville depuis 1963. Tosno est aujourd'hui une banlieue lointaine de Saint-Pétersbourg.
À 20 km au nord-est de Tosno, dans le quartier Lezié (Лезье) du village de Sologoubovka (Сологубовка), se trouve un cimetière militaire allemand administré depuis 1996 par le Volksbund Deutsche Kriegsgräberfürsorge. Les restes de plus de 30 000 soldats allemands provenant de diverses localités de Russie y ont été regroupés en 2007. À terme, il devrait rassembler plus de 80 000 tombes et sera alors le cimetière militaire allemand le plus grand du monde.

## Population
Recensements (*) ou estimations de la population
| 1838  | 1897* | 1920  | 1923* | 1926* |
| ----- | ----- | ----- | ----- | ----- |
| 1 887 | 2 798 | 4 743 | 4 233 | 4 896 |

| 1939*  | 1945  | 1949  | 1959*  | 1970*  |
| ------ | ----- | ----- | ------ | ------ |
| 10 170 | 4 764 | 9 200 | 15 138 | 19 564 |

| 1979*  | 1989*  | 2002*  | 2010*  | 2013   |
| ------ | ------ | ------ | ------ | ------ |
| 24 062 | 32 459 | 38 683 | 39 101 | 39 209 |

| 2015   | 2017   | 2019   | 2021   | - |
| ------ | ------ | ------ | ------ | - |
| 39 077 | 37 875 | 36 791 | 35 099 | - |

## Économie

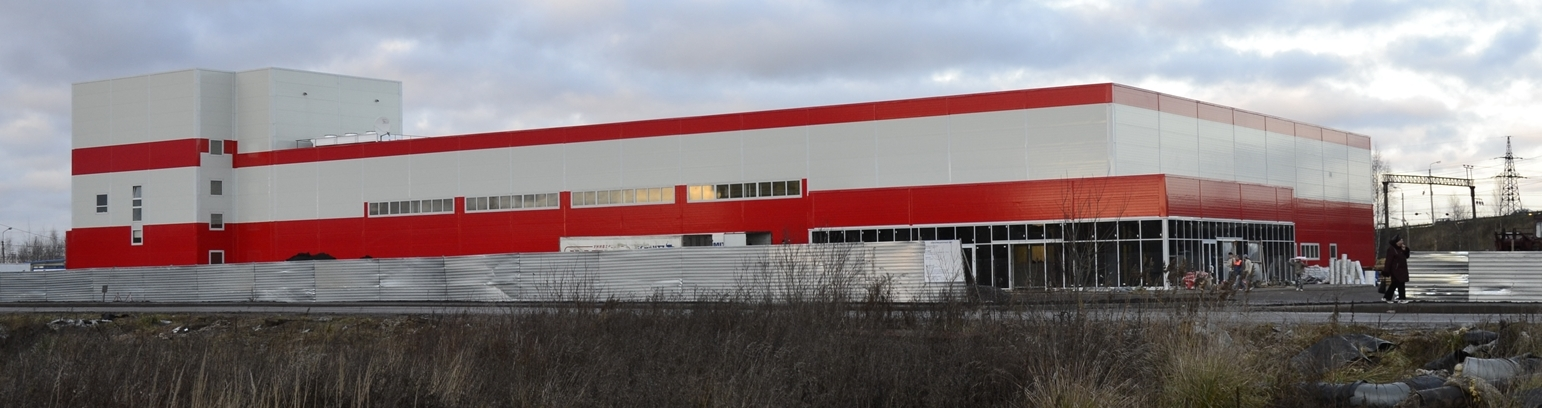
Hypermarché Magnit.

Tosno se trouve sur l'axe routier le plus fréquenté de Russie, l'autoroute Moscou–Saint-Pétersbourg. Cette situation a favorisé l'implantation d'entreprises étrangères, dont :
- OAO Henkel-ERA (Завод Тосно-Эра) est une filiale de la firme allemande Henkel et fabrique de la colle et des détergents.
- Caterpillar, filiale de la firme américaine Caterpillar, fabrique des pièces et composants pour engins de terrassement et d'exploitation forestière exportés vers les usines Caterpillar d'Europe occidentale.

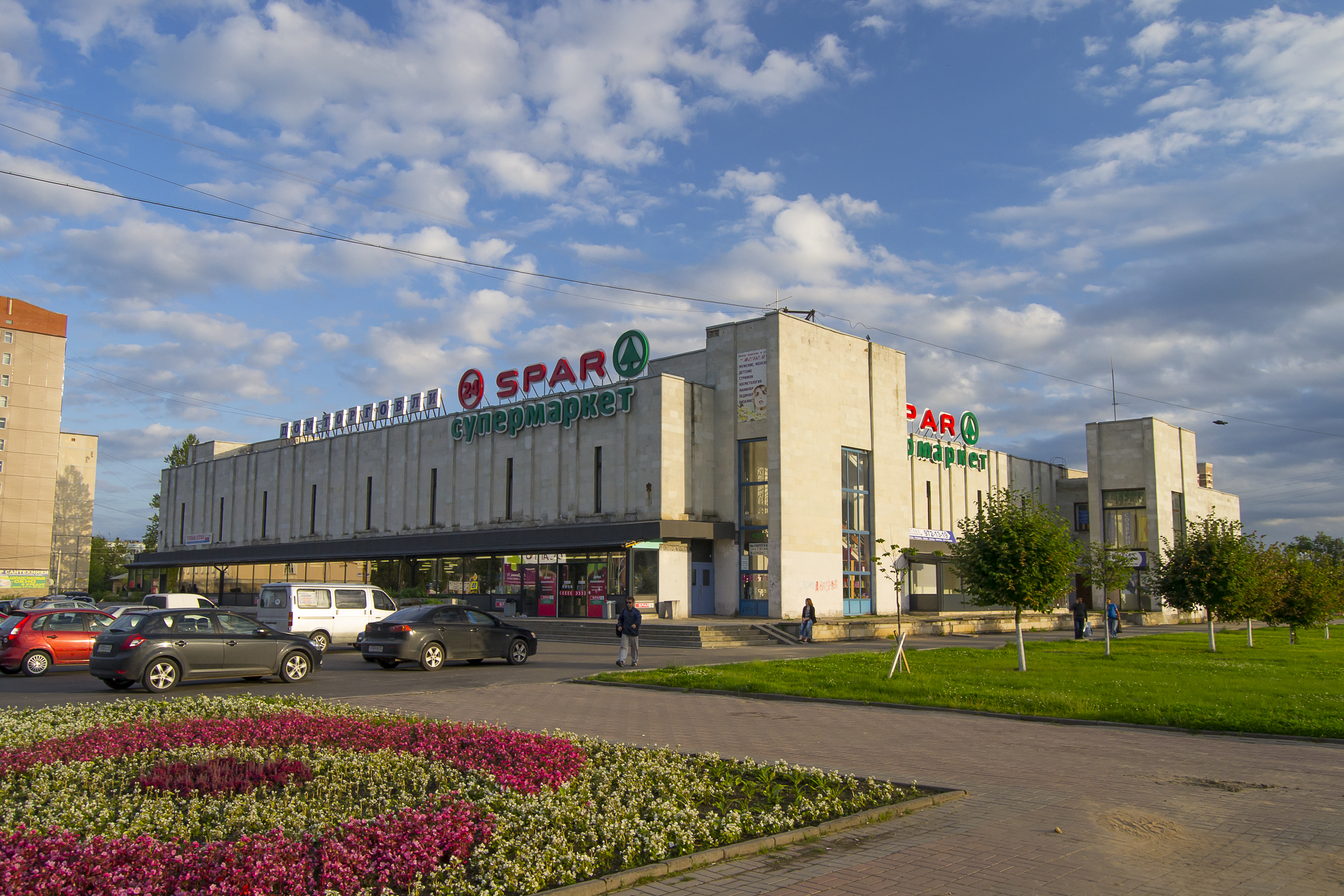
Supermarché Spar
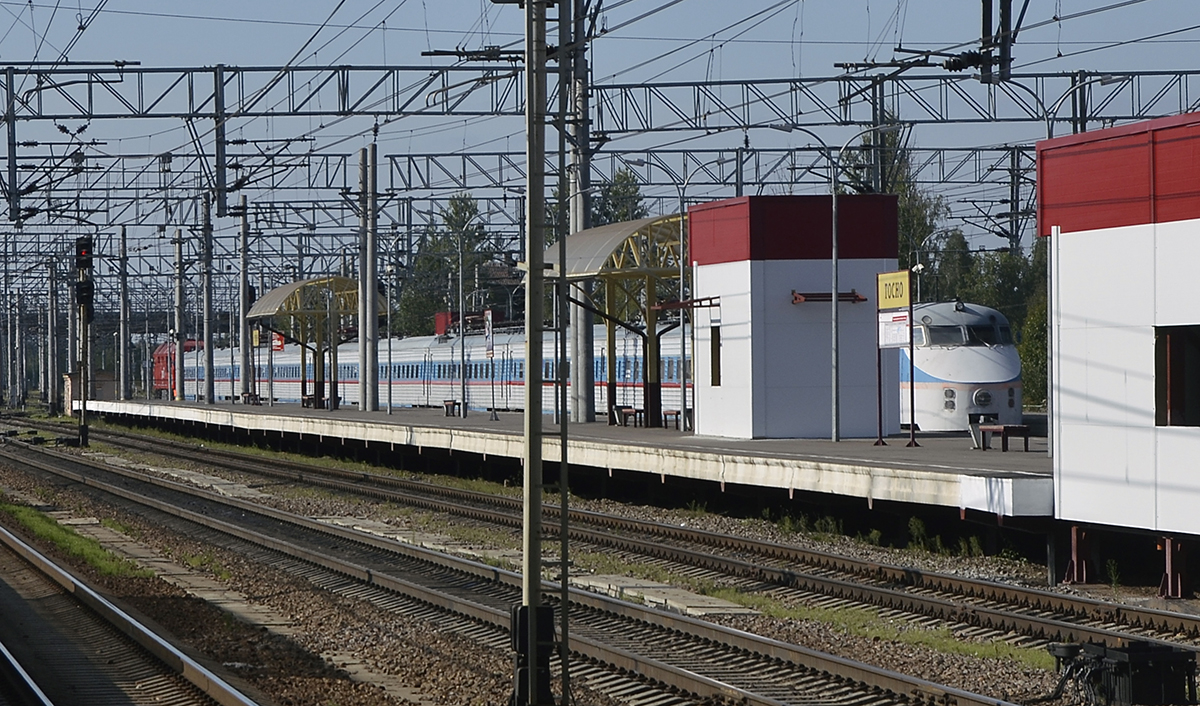
Gare de Tosno

## Sport
La ville a abrité le club de football du FK Tosno entre 2013 et 2018. Celui-ci s'est notamment distingué en remportant la Coupe de Russie en 2018.

## Photographies

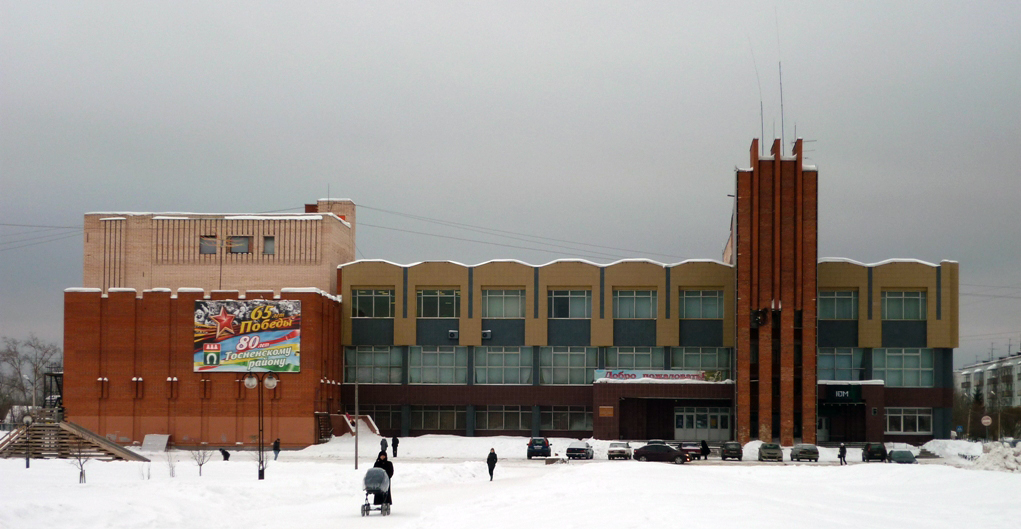
Maison de la Culture, place du 9-Mai
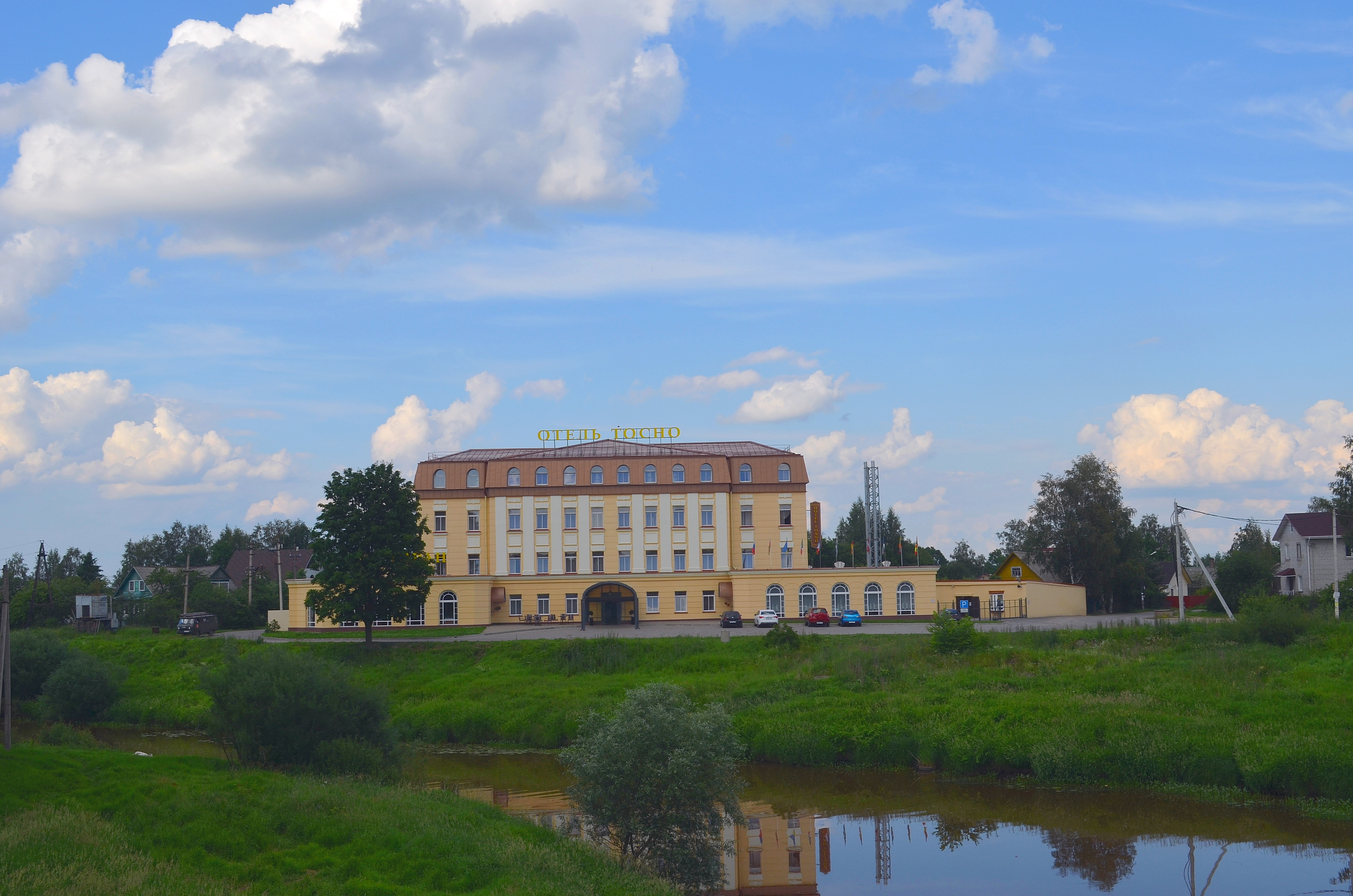
Hôtel Tosno construit en 2016 au bord de la rivière.
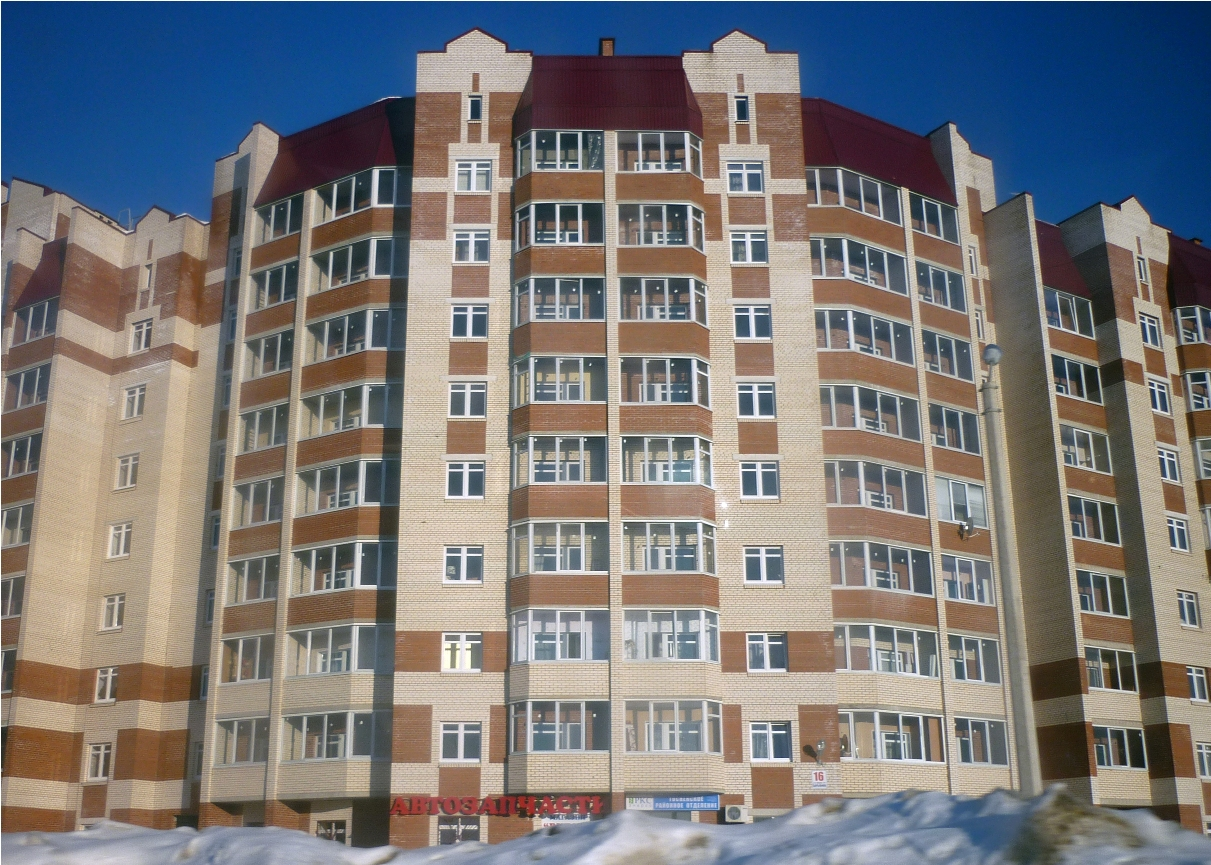
Grand immeuble d'habitations
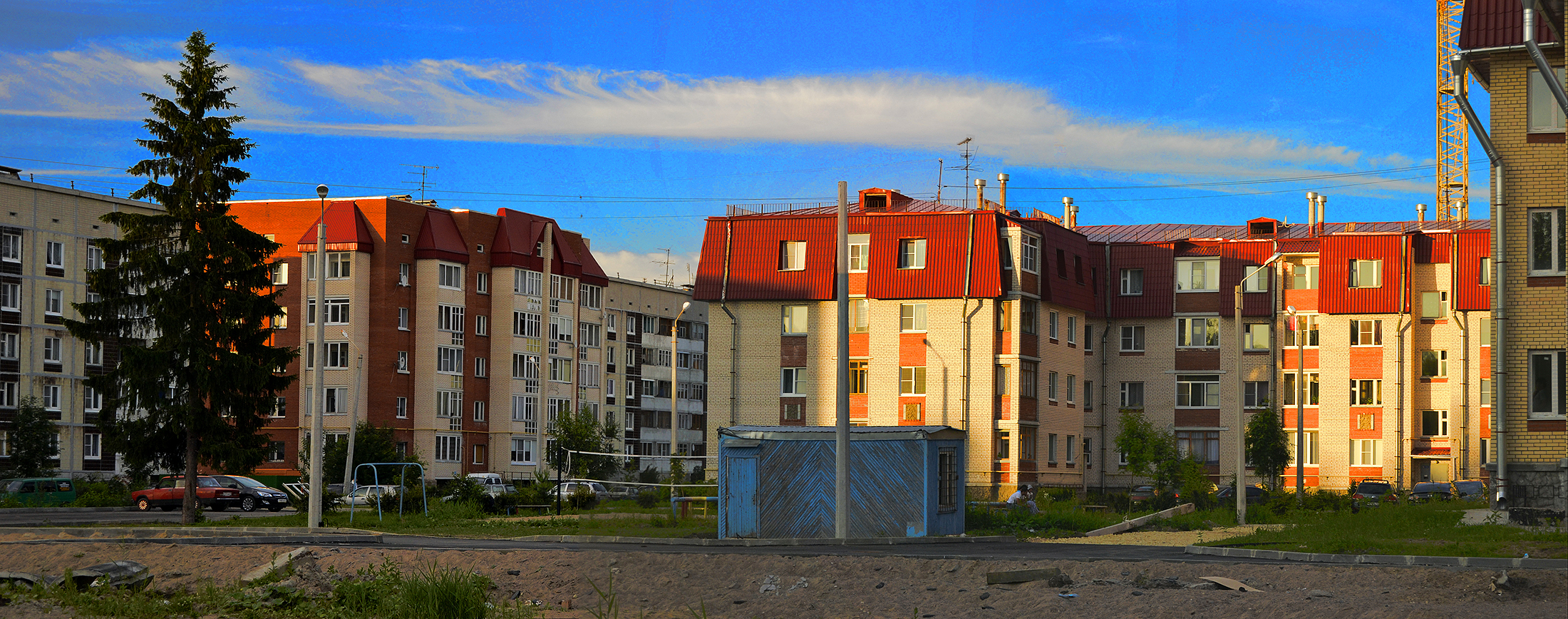
Nouveau quartier en construction.
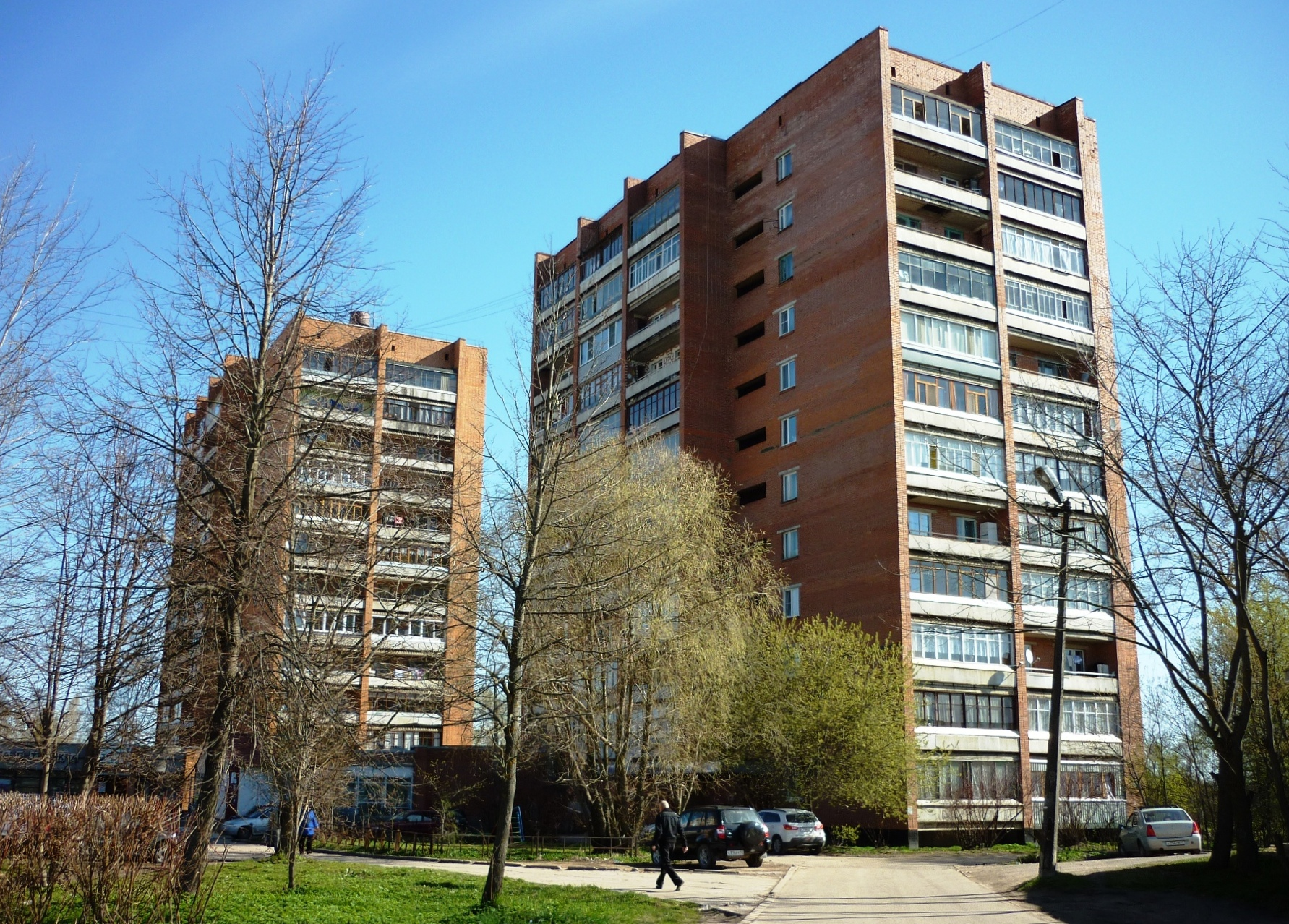
Immeubles.

## Jumelage
- Ballangen (Norvège)